# 2K Sports
2K Sports是美国电子游戏开发商Take-Two Interactive旗下2K Games的体育竞技游戏部门。Take-Two为了在体育竞技游戏市场上与美国艺电旗下的EA Sports体育部门一决高下，由Take-Two收购日本世嘉公司旗下的工作室Visual Concepts工作室以及其完全所有的子公司Kush Games引入旗下。该公司的作品中，以《NBA 2K》系列最为知名，此外该公司也开发以美国职棒大联盟为蓝本的《MLB 2K》系列，以及以世界摔角娛樂為主題的《WWE 2K》系列，但是《WWE 2K》系列是由Take-Two从刚刚倒闭的THQ公司手里收购旗下的Yuke's工作室而来。

## 大事记
2K Sports的前身是日本世嘉公司1997年在北美成立的Sega Sports（隶属于世嘉美国），专门负责开发世嘉品牌的体育竞技游戏，开发小组名叫Visual Concepts，涉足的题材有橄榄球、篮球、冰球、棒球与网球。当时的Visual Concepts还只是一个不隶属于任何一家公司的独立工作室，而游戏发行交给了世嘉美国，在Visual Concepts游戏取得一系列成功之后，世嘉收购了Visual Concepts。2005年，世嘉由于在次世代主机争霸中战败等原因，世嘉在北美的分公司世嘉美国被迫解散。世嘉美国总裁Peter Moore转投Xbox阵营，而Sega Sports则连同制作体育竞技游戏的Visual Concepts工作室都一同卖给了以《侠盗猎车手》系列最为知名的游戏发行商Take-Two Interactive。伴随着对Visual Concepts的收购，Take-Two Interactive同时创立了一个全新的发行品牌2K Games，而原来由Visual Concepts开发的游戏以2K Sports品牌发行。2012年，Take-Two Interactive从刚刚倒闭的THQ公司手里收购旗下的Yuke's工作室，获得《WWF SmackDown》系列发行权并更名为《WWE 2K》系列。

## 游戏作品
- MLB 2K系列
- NFL 2K（页面存档备份，存于）系列
- NBA 2K系列
- NHL 2K系列
- Top Spin（页面存档备份，存于）系列
- WWE 2K系列

## 旗下工作室

### 现有工作室
- Visual Concepts

### 已解散工作室
- Indie Built - 2006年解散
- Kush Games - 2008年解散
- PAM Development - 2008年解散
- Venom Games - 2008年解散